# Dixey Rock
Der Dixey Rock ist eine 25 m hohe Klippe in der Gruppe der Danger Islands vor dem östlichen Ende der Joinville-Insel an der Nordspitze der Antarktischen Halbinsel. Sie ragt 2,5 km südöstlich der Darwin-Insel aus dem Meer auf.
Der Falkland Islands Dependencies Survey führte zwischen 1953 und 1954 sowie zwischen 1956 und 1958 Vermessungen durch. Zudem entstanden Luftaufnahmen bei der Falkland Islands and Dependencies Aerial Survey Expedition (1956–1957). Das UK Antarctic Place-Names Committee benannte die Klippe am 11. Juni 1980 nach David John Dixey (* 1937), Leiter der Nautical Branch 5 des United Kingdom Hydrographic Office.